# ناوكي مياموتو
ناوكي مياموتو (باليابانية: 宮本直毅؛ بالكانا: みやもと なおき) هو لاعب الغو ‏ ياباني، ولد في 9 ديسمبر 1934 في هيوغو في اليابان، وتوفي في 26 أكتوبر 2012.